# Мазурки, Майк
Майк Мазурки (англ. Mike Mazurki; 25 декабря 1907[…], Купчинцы, Цислейтания — 9 декабря 1990[…], Глендейл, Калифорния) — американский актёр и рестлер украинского происхождения, снявшийся в более чем 142 фильмах. Благодаря своему росту (196 см) и лицу он часто играл роли спортсменов, крутых парней, бандитов и гангстеров. Среди его ролей — Сплитфейс в фильме «Дик Трейси» (1945), Юсуф в фильме «Синдбад-мореход» (1947) и Клон в фильме «Самое время» (1966—1967).

## Биография
Маркиан (Михайло) Юлианович Мазуркевич в селе Купчинцы (в современном Тернопольском районе), недалеко от Тарнополя, Галиция, Австро-Венгрия (ныне Тернополь, Украина). В 1913 году он вместе с родителями эмигрировал в США, поселившись в Кохосе, Нью-Йорк, недалеко от Олбани.
Там он успешно окончил школу в местечке Кохос (Cohoes), затем окончил курс права в Фордхемском университете Нью-Йорка, учился в балетной школе Авраменко. Был членом драматического кружка, где выступал в «Мистер Шоу». По окончании школы он сменил своё имя на «Майк». Он играл в футбол и баскетбол в Манхэттенском колледже, который окончил в 1930 году со степенью бакалавра искусств.
Майк Мазурки увлекался спортом. В 1930 году он закончил Манхэттенский спортивный колледж (Manhattan College) Нью-Йорка. Он стал атлетом-спортсменом по греко-римской борьбе (более 4000 поединков), баскетболу, американскому футболу. Позже Майк Мазурки участвовал в международных соревнований по борьбе в Азии, Европе и США как судья.
В 1965 году он стал одним из основателей и первым президентом Cauliflower Alley Club, ассоциации рестлеров. Фотография его сломанного уха («ухо-цветная капуста») стала логотипом организации. В 2005 году Зал славы и музей рестлинга посмертно наградил его премией штата Нью-Йорк за основание клуба.

## Актёрская карьера
Майк Мазурки успешно дебютировал в Голливуде в 1941 году в киноленте «Жестокий Шанхай». Начинал он карьеру небольшими второстепенными ролями в приключенческих картинах, где использовалось его спортивное телосложение. В дальнейшем этот образ Майка Мазурки успешно использовался Голливудом.

## Фильмография
Майк Мазурки снялся в более 130 кинофильмах (1934—1990), наиболее известные картины с его участием:
- Убийство, моя милая (1944) — Муз Маллой
- Пропавший присяжный (1944) — Калли (в титрах не указан)
- Таинственная гостья (1946) — Гарри Понтос
- Непобеждённый (1947) — Бон
- Синдбад-мореход — Юсуф
- Я всегда одинок (1948) — Дэн
- Брошенная (1948) — Хопп
- Ночь и город (1950) — Душитель
- Тёмный город (1950) — Сидни Уинант
- Секреты Нью-Йорка (1955) — Арни Вендлер
- Новый Орлеан без цензуры (1955) — Большой Майк
- В джазе только девушки (1958) — гангстер в банде Коломбо
- Человек, который умер дважды (1958) — Рэк
- Пригоршня чудес (1961) — Большой Майк
- Пять недель на воздушном шаре (1962) — капитан рабов
- Этот безумный, безумный, безумный, безумный мир (1963) — шахтёр
- Риф Донована (1963) — сержант
- Осень шайеннов (1964) — сержант Станислав Вичовски
- 7 женщин (1966) — Тунга-хан
- Бэтмен (сериал) (1966—1968) — Аллегро
- Вон Тон Тон — собака, которая спасла Голливуд (1976) — охранник киностудии
- Ангелы Чарли (сериал) (1976—1981) — Томми Роббинс